# Pseudaletis
Pseudaletis (лат.) — род бабочек-голубянок из подсемейства Aphnaeinae (Lycaenidae). Африка.

## Описание
Описано 24 вида. Мирмекофильные бабочки среднего размера (размах крыльев от 35 до 50 миллиметров), ассоциированные с муравьями рода Crematogaster, в гнёздах которых живут их гусеницы и происходит окукливание. Гусеницы питаются водорослями. Крылья  имаго относительно удлиненные, заднее крыло оканчивается двумя длинными тонкими, как волосы, хвостами. Верхняя часть окрашена в оранжевый и черный или бело-черный цвета. Род Pseudaletis был впервые выделен в 1888 году британским энтомологом Hamilton Herbert Charles James Druce (1869—1922). Таксон включают в подсемейство Aphnaeinae (или трибу Aphnaeini в составе подсемейства хвостатки, Theclinae).
- Pseudaletis abriana Libert, 2007
- Pseudaletis agrippina H. H. Druce, 1888
- Pseudaletis antimachus (Staudinger, 1888)
- Pseudaletis arrhon H. H. Druce, 1913
- Pseudaletis batesi H. H. Druce, 1910
- Pseudaletis bouyeri Collins & Libert, 2007
- Pseudaletis busoga van Someren, 1939
- Pseudaletis camarensis Collins & Libert, 2007
- Pseudaletis catori Bethune-Baker, 1926
- Pseudaletis clymenus (H. H. Druce, 1885)
- Pseudaletis cornesi Collins & Libert, 2007
- Pseudaletis dolieri Collins & Libert, 2007
- Pseudaletis ducarmei Libert, 2007
- Pseudaletis jolyana Libert, 2007
- Pseudaletis leonis (Staudinger, 1888)[7]
- Pseudaletis lusambo Stempffer, 1961
- Pseudaletis malangi Collins & Larsen, 1995[8]
- Pseudaletis mazanguli Neave, 1910
- Pseudaletis melissae Collins & Libert, 2007
- Pseudaletis michelae Libert, 2007
- Pseudaletis richardi Stempffer, 1952
- Pseudaletis rileyi Libert, 2007
- Pseudaletis taeniata Libert, 2007
- Pseudaletis zebra Holland, 1891